# Buriti do Tocantins
Buriti do Tocantins là một đô thị thuộc bang Tocantins, Brasil. Đô thị này có diện tích 249,906 km², dân số năm 2007 là 8164 người, mật độ 32,67 người/km².